# Выходил, Ладислав
Ладислав Выходил (словац. Ladislav Vychodil; 28 февраля 1920 — 20 августа 2005, Братислава) — словацкий сценограф. Учился в Праге и Брно. С 1945 в Словацком национальном театре.

## Сценографические работы
- 1952 — Евгений Онегин (опера) П. И. Чайковского
- 1957 — «Оптимистическая трагедия» Вс. Вишневского.
- 1961 — «Атлантида» В. Незвала
- 1962 — «Злодейка из Лондона» Г. Нэве
- 1963 — Женитьба Н. В. Гоголя
- 1963 — «Новый Фигаро» В. Незвала
- 1964 — «Игра о любви и смерти» Р. Роллана. Реж. А. Радок.
- 1966 — «Закат» И. Бабеля
- 1971 — «Три желания» Б. Мартину
- 1975 — Средство Макропулоса Л. Яначека
- 1985 — Ромео и Джульетта У. Шекспира